# Chelidonichthys capensis
Chelidonichthys capensis és una espècie de peix pertanyent a la família dels tríglids. És inofensiu per als humans i la seua carn és de qualitat excel·lent.

## Descripció
Fa 75 cm de llargària màxima (normalment, en fa 35).

## Alimentació
Menja peixos i crustacis.

## Depredadors
A Sud-àfrica és depredat per Merluccius capensis, Merluccius paradoxus, l'ós marí afroaustralià (Arctocephalus pusillus pusillus) i el peix martell (Sphyrna zygaena).

## Hàbitat
És un peix marí, demersal i de clima subtropical (17°S-45°S) que viu entre 10-390 m de fondària.

## Distribució geogràfica
Es troba des de Cape Fria (Namíbia) fins a Maputo (Moçambic).

## Longevitat
La seua esperança de vida és de 16 anys.